# Estado Unidad
Unidad (en inglés: 'Unity') es uno de los diez estados que forman Sudán del Sur. Localizado en la antigua región del Alto Nilo, ocupa un área de 35 956 km² y tiene una población estimada de 660 000 habitantes (2007). Bentiu es la capital del estado.

## Condados
- Abiemnhom
- Guit
- Koch
- Leer
- Mayiendit
- Mayom
- Pariang
- Panyijar
- Rubkona

- Datos: Q319965